# イラン航空
イラン航空（ペルシア語: هواپیمايی جمهوری اسلامی ایران, 英語: Iran
Air）は、イランの国営航空会社。
1944年設立のIranian Airways Company、1954年設立のPersian Air Serviceの合併、国有化され1961年にイラン航空として運航を開始。

## 概要
世界70都市に就航しているイランの「フラッグ・キャリア」で、本拠地はテヘランのメヘラーバード国際空港。従業員は7,400名（2007年3月時点）。
イラン革命までは、モハンマド・レザー・パフラヴィー国王とアメリカの良好な関係から、ニューヨークへ乗り入れていた（定期便が消滅した現在も国連関連での乗り入れはある）。ニューヨーク線開設当初はパリ(オルリー国際空港で後にシャルル・ド・ゴール国際空港へ変更）またはロンドン（ヒースロー空港）経由に加え、747SP投入でテヘランからのノンストップ便が開設されていた。さらにボーイング747SPなどの最新機材の増強やアメリカ（ニューヨークに続いてロサンゼルスへの乗り入れも計画していた）を含む航路拡大に力を入れていたが、革命やイランアメリカ大使館人質事件に続くアメリカの経済制裁により西側製航空機の購入が事実上不可能となり、近年は保有機材の老朽化が問題となっていた。

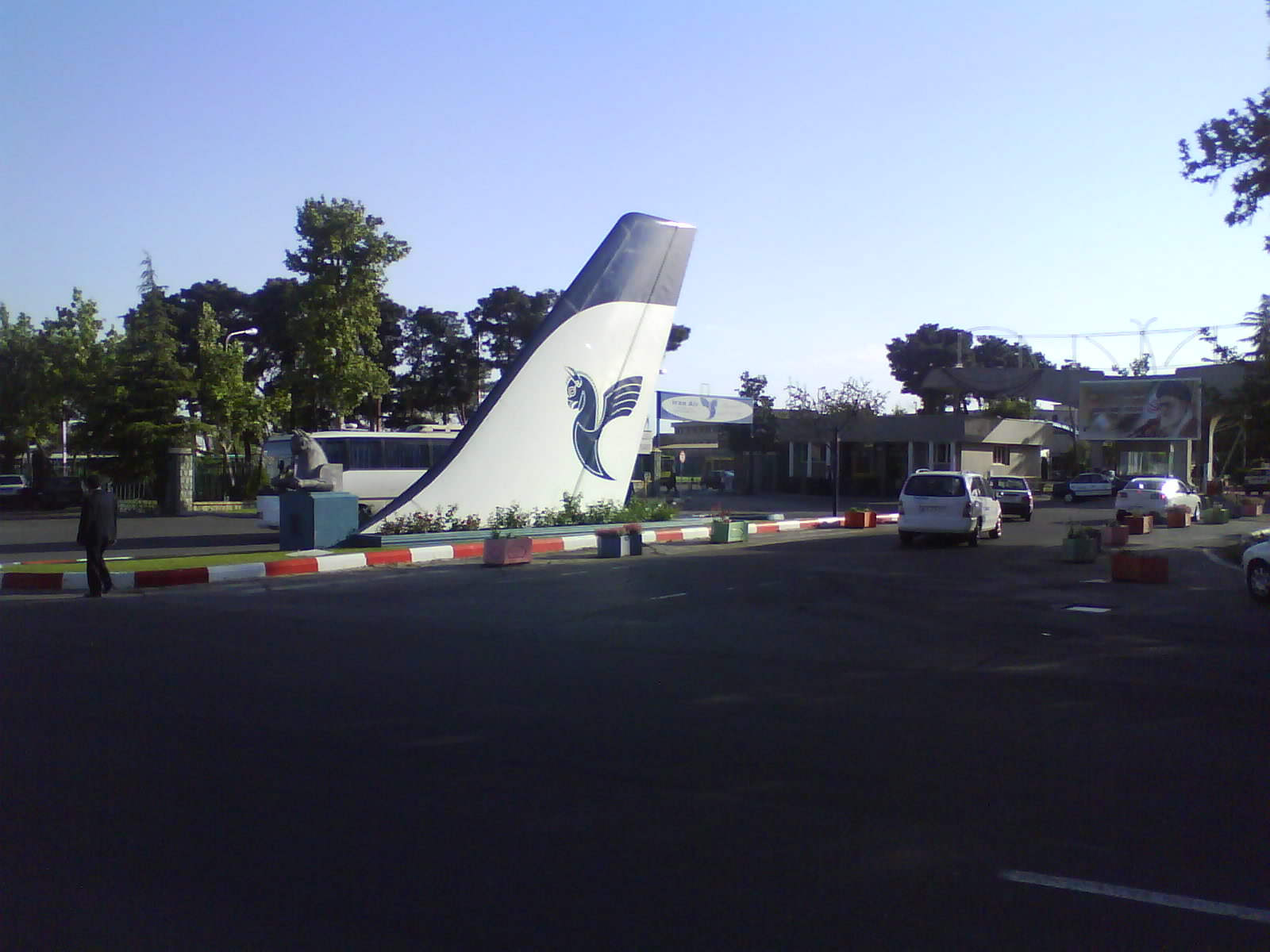
イラン航空の本部

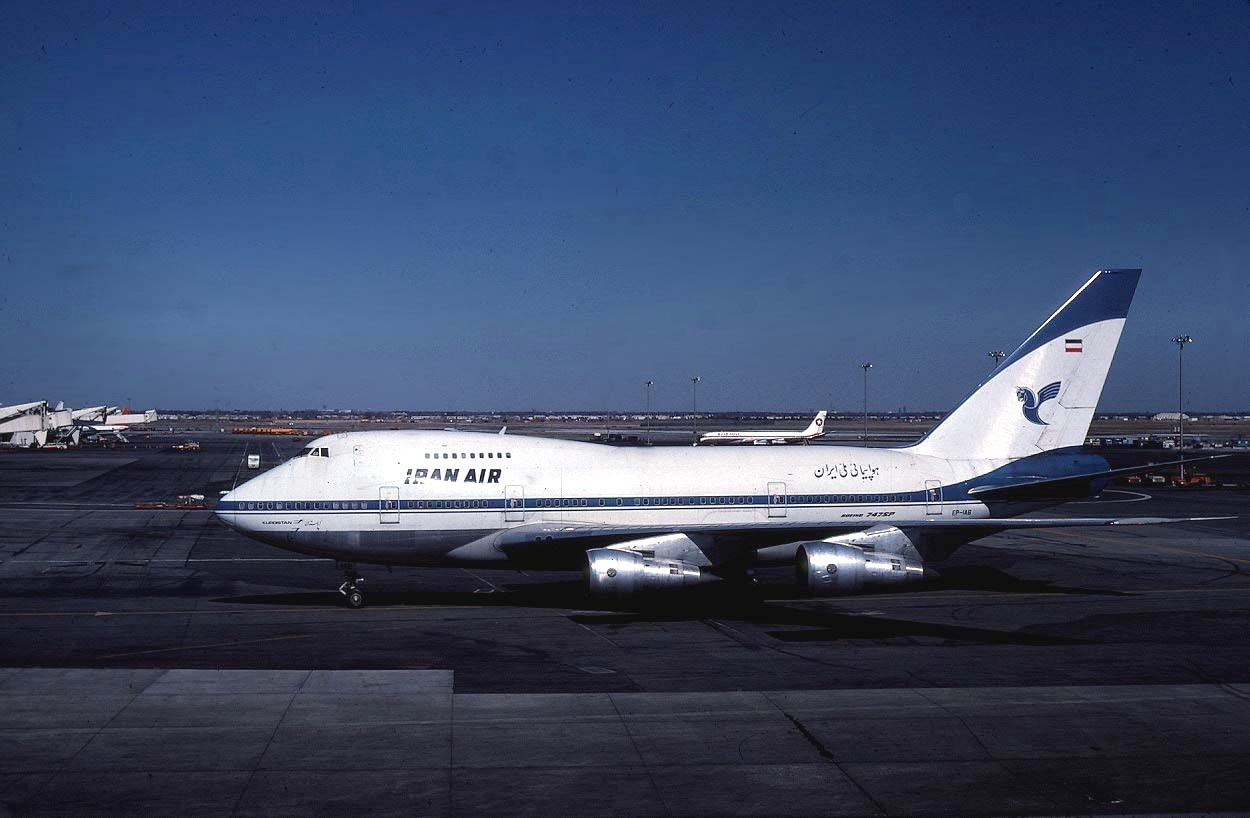
ボーイング747SPは導入当初、テヘランからニューヨークへのノンストップフライトがイラン革命寸前まで投入されていた。画像は1976年、定期便としてニューヨーク・ジョン･F･ケネディ国際空港に乗り入れていた747SP-86（EP-IAB）。

2010年代前半までの主力機材は革命前就航のボーイング747、ボーイング737、ボーイング727、エアバスA300であったが、革命後に少数のフォッカー 100、エアバスA300-600R、その他に中古のエアバスA310などを取得し、これらは現在も運用中である。長らく続いた経済制裁から解除された2015年は、これまでの西側機材の購入が再度可能になり、エアバスA330やエアバスA320など、エアバス社製旅客機約100機の導入を進めるほか、アメリカのボーイング777などボーイング社製旅客機約100機機材の導入も予定していた。また、日本の三菱スペースジェット（旧MRJ）に関しても興味を示していた。イラン航空では上記のとおり旧世代機材が多数あり今後5年にかけて機材を更新させる計画であった。
また、これらの機材更新に合わせて路線網の再拡大も検討されており、日本路線の再就航やニューヨークをはじめとしたアメリカ路線への再就航も検討していたが、2018年5月8日のアメリカによる核合意離脱により機材更新を含め不透明となった。

## 日本路線

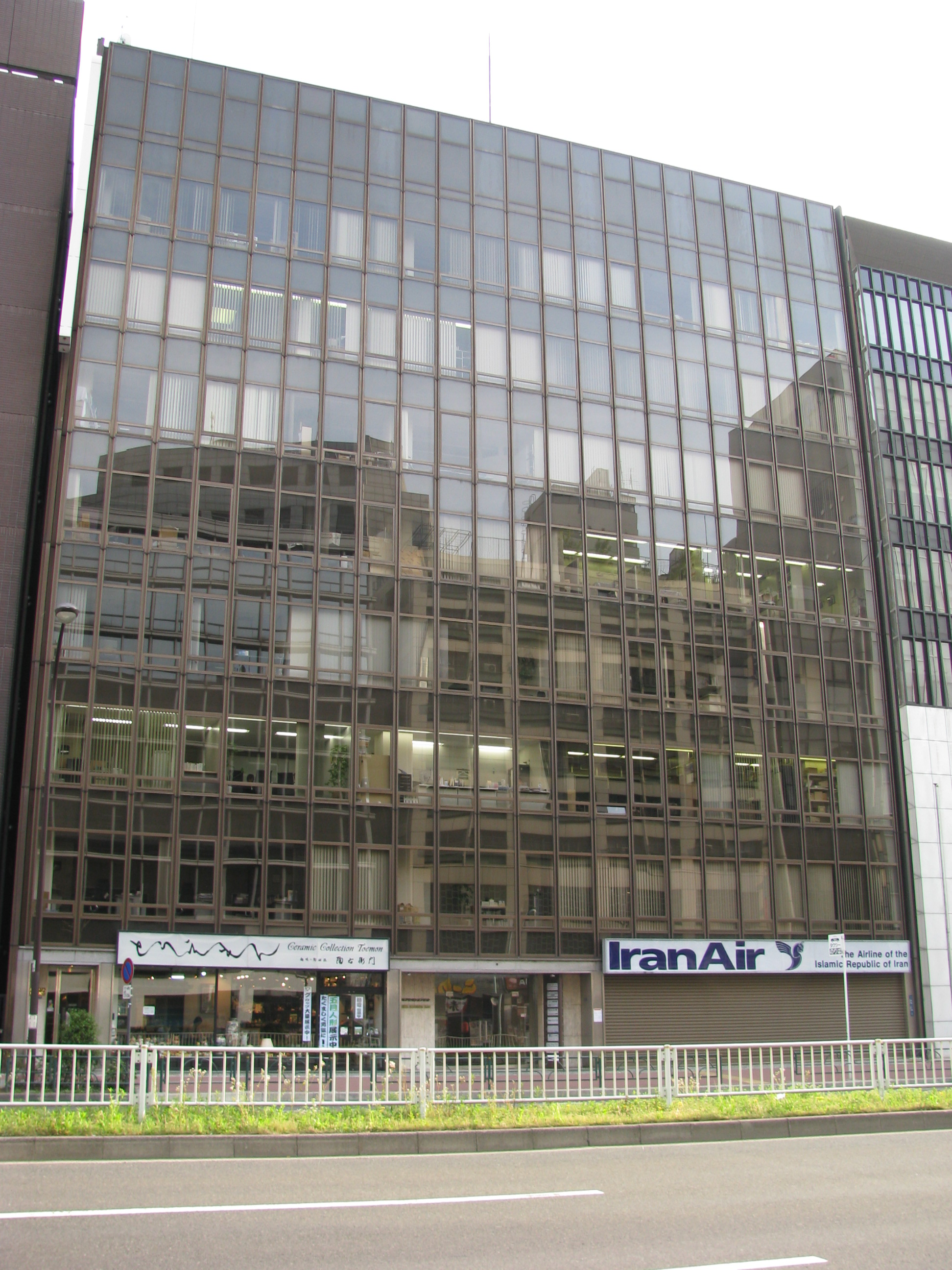
イラン航空東京支社が入居していた、東京都港区赤坂1丁目にある赤坂アビタシオンビル

- 1974年（昭和49年）11月20日、テヘランからボーイング707型機で東京国際空港に就航。日本人の客室乗務員も乗務していた[2]。テヘラン-東京を結ぶ極東路線では、イラン革命後のエコノミークラス[3]と1993年に新設されたビジネスクラスに相当するホマクラスで、イラン産の最高級キャビアがサービスされたことが有名。週2便で運航されていた。

- 東京国際空港/成田国際空港 - 北京首都国際空港 - テヘラン・メヘラーバード国際空港
  - 2003年まで運航されていた唯一の直行便。週2便が運航されていて、所要時間は約10時間。成田 - 北京間のみの利用は週2便の内で1便だけ可能だった。イラン人の日本への出稼ぎラッシュの90年代初めにはドル箱路線で満席だった。

- 成田国際空港 - 仁川国際空港 - テヘラン・エマーム・ホメイニー国際空港
  - 2003年に北京経由がソウル経由に変更された。テヘラン - ソウル間のみの利用はできたが、成田 - ソウル間のみの利用はできなかった。2010年9月に廃止。

- 成田国際空港 - 北京首都国際空港 - テヘラン・エマーム・ホメイニー国際空港
  - 成田 - 北京間のみの利用もできた。2011年11月より成田への乗り入れは休止している[4]。

2000年頃にはテヘランから新千歳空港や関西国際空港へのチャーター便の運航が計画されたが、2001年に起きたアメリカ同時多発テロ事件の影響で中止となって以降、近年は計画されていない。
日本へは世界でも45機しか製造されなかったボーイング747-SPで主に乗り入れていた。ボーイング747-SPは事実上日本への乗り入れ専用となっていたが機材関係などからの諸事情で成田路線の運休がアナウンスされた。2011年10月30日を最後に運航されておらず、羽田時代の1974年のボーイング707以来37年間続いた日本路線から姿を消すこととなった。1979年のイラン革命により、当時ニューヨーク線機材だった747SPが1983年に成田路線にコンバートされて以来不動と言っても過言ではないほどの飛来が続いていた。しかし、イラン革命で対アメリカとの経済制裁が長らく続いていたため西側からの新機材を導入することが出来ず製造から7年以上でないと導入できない規則となっているために機体の老朽化が問題となっていた。

## 機材更新

### 老朽化問題
上記のように、イラン革命以来の経済制裁を受けて老朽化したボーイング747やエアバスA300などの老朽機材を入れ替えるため、2012年ごろにカンタス航空から747-300を3機購入することが明らかになっていたが、当時のアメリカからの圧力などにより実現できなかった。
| イラン航空のボーイング747SP |  | イラン航空のエアバスA300-600 |
| イラン航空のボーイング747SP |  | イラン航空のエアバスA300-600 |

2016年時点でのイラン航空保有機材の平均機齢は約26年以上であった。これはアメリカによる経済制裁によって航空機の購入が制限されていたためで、航空機を購入する場合は制裁の規定により7年以上の機齢機体に限定されていた。この制裁はアメリカ製の航空機だけでなくアメリカ製の部品を一定以上使う航空機にも適用されるため、ヨーロッパ製のエアバス機や、ブラジル製のエンブラエル機などの購入も購入制限の対象となる。
この結果、イラン航空はヨーロッパで使用されていた中古の機体か、ツポレフやイリューシンなどのロシア製機材の購入しかできないこととなっていた。この影響により、2010年3月30日付けのEU乗り入れ禁止リスト更新でEU域内への乗り入れが制限された。

### 大量導入
しかし、2016年1月、イランと欧米諸国との間での核合意が成立したことでイランに対する制裁が一部解除になったことから、イラン政府はボーイング社やエアバス社の旅客機購入を計画し、まず同年1月28日のロウハニー大統領の訪仏の際にエアバス社とA380を12機含む118機（内訳:ワイドボディ機73機、ナローボディ機45機）を購入することで合意した。但し、この契約は国と交わされており、これら機材はイラン国内他社も運用するとみられている。

同年12月22日、エアバスとイラン航空は1月にパリで合意した商談を進め、計100機分の確定契約を締結、内訳は、A320ファミリーが46機、A330ファミリーが38機、A350 XWBが16機となり、A380は確定発注に至らなかった。2017年にエアバスA330とエアバスA321の初号機を受領した。これにより「ホマ・クラス」に初のフルフラットシートが導入されることになる。また、2016年2月1日にイラン航空単独でATR72-600型を40機（確定20機、オプション20機）発注した。

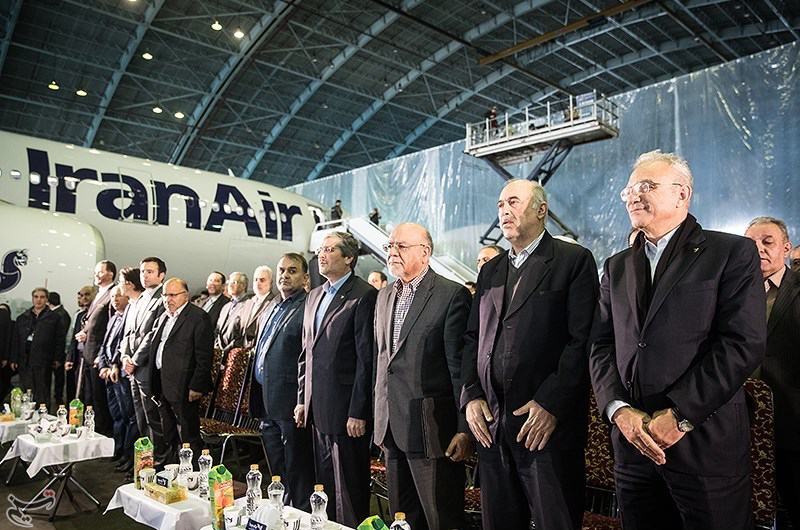
エアバスA330の受領式典（2017年）

2016年4月にはボーイングとも機材購入交渉を行っておりボーイングからボーイング737，777，787の提案を受けた模様。同年6月21日にはボーイング社とイラン政府の間で航空機を100機購入することで合意した。
同年12月11日、ボーイングとイラン航空は2016年6月に覚書(MoA)を締結した契約について、アメリカ政府が9月に発行したライセンス要件の下で密接に調整し、計80機の契約を締結、内訳は737 MAX 8が50機、777-300ERが15機、777-9Xが15機となった。
2016年ファンボロー航空ショーで三菱航空機がイランの航空会社と受注交渉していることを明らかにし、2015年9月からイラン航空やイラン・アセマン航空、同国の航空当局と接触し、市場調査を行いイラン航空は70席級のMitsubishi SpaceJetを80機購入し、イランの国内路線に投入することを検討しているとした。
2018年5月8日トランプ米大統領により核合意離脱が宣言されたことにより、イランに「最高レベルの経済制裁」を科す意向を示し、ムニューシン米財務長官はイラン向け旅客機・部品輸出免許を取り消す方針を表明。旅客機には米国製の部品が多数使われているため、ボーイングだけで無くエアバスなど欧州との契約が履行されるかどうかは米政府の許可に左右され、輸出許可を管轄する米財務省は、イラン核合意離脱後の90日の移行期間が8月6日に終了した後は、旅客機と部品、サービスのイランへの輸出は認めないと表明。また、移行期間終了後は、米企業によるイランとの商談への認可を取り消す方針を示している。既に引き渡されているA330-200，A321-200WL、ATR-72などの処遇については不明。

## サービス
| イラン航空の機内食 |  | ホマクラス |
| イラン航空の機内食 |  | ホマクラス |

設立以降はエコノミークラスとファーストクラスの2クラス制、イラン革命後はエコノミークラスのみの1クラス制であったが、1993年にビジネスクラスの「ホマクラス」が導入されたことで、エコノミークラスとホマクラスによる2クラス制が再開された。厳格なイスラム教国家の航空会社であるため、機内ではアルコール飲料は一切サービスされず、持ち込んだアルコール飲料を機内で飲むことも禁止されている。機内食はハラール仕様となっている。また、こちらも宗教上の理由で、同社が運航する機体の中には、機内の一部を礼拝室に改造しているものも存在する。

## ロゴマーク
ロゴマークは、世界遺産のペルセポリス遺跡にある、古代ペルシアで幸福の鳥と言われた「ホマ」と呼ばれる、頭部は双頭の鷲で、翼を持ち、胴体はライオンである神話上の動物が五大陸を飛ぶイメージをシンボル化したものである。なお、ホマはヨーロッパではグリフィン（グリフォン）と呼ばれている。ペルシア語によるイラン航空の正式名称（هواپیمایی ملی ایران Havapeyma'i-ye Melli-ye Iran）の頭文字をとった略称もホマとなることから、イラン航空は「ホマ」の通称で呼ばれ、すべてのイラン航空の機体のノーズ付近にもホマ（هما）の文字が入っている。前述の「ホマクラス」の名称も、イラン航空のビジネスクラスならではの呼称である。

## 保有機材
イラン航空が発注したボーイング製顧客番記号（カスタマーコード86）で、航空機の型式名は727-286、747SP-86、747-286Bなどとなる。

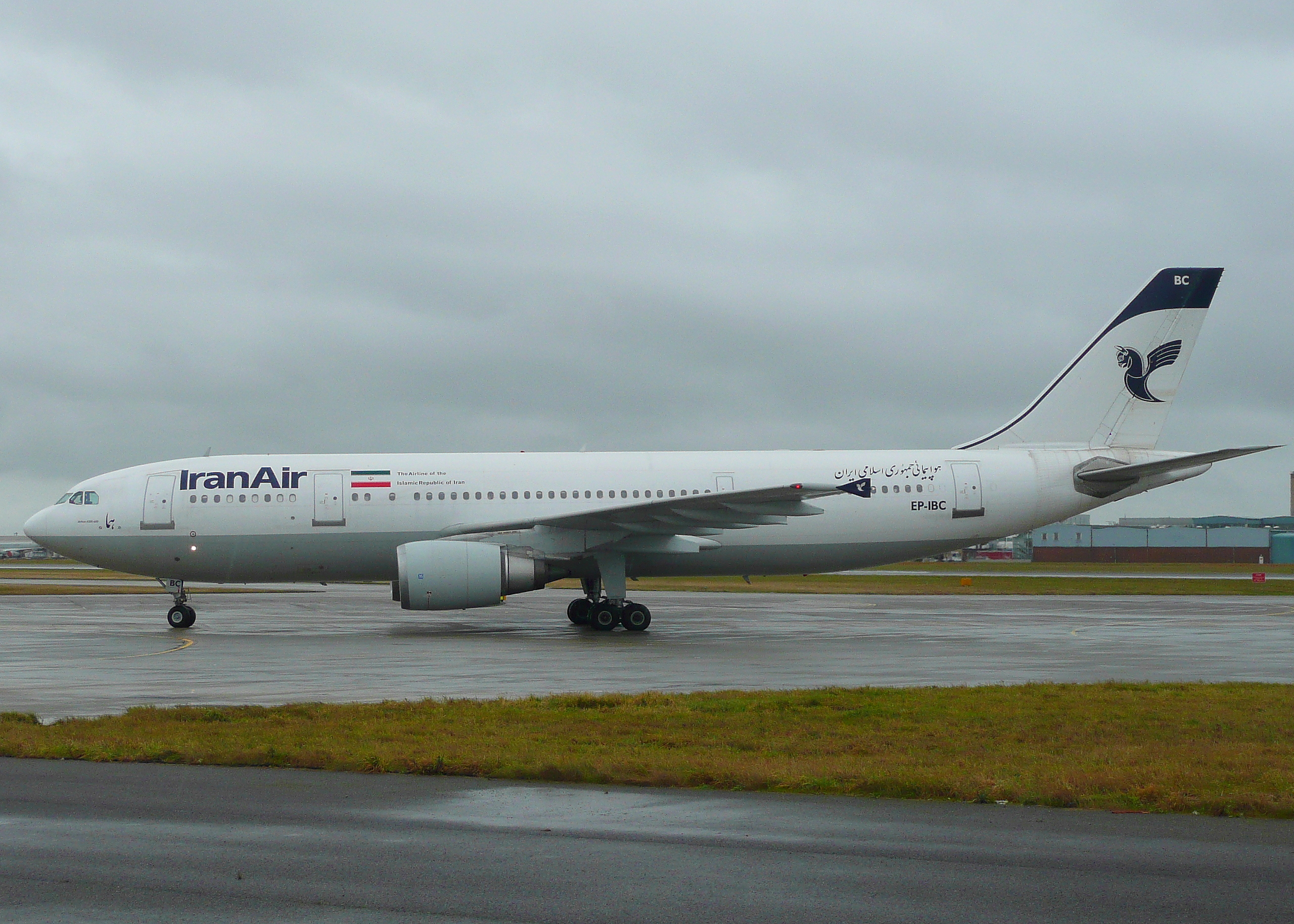
エアバスA300-600R
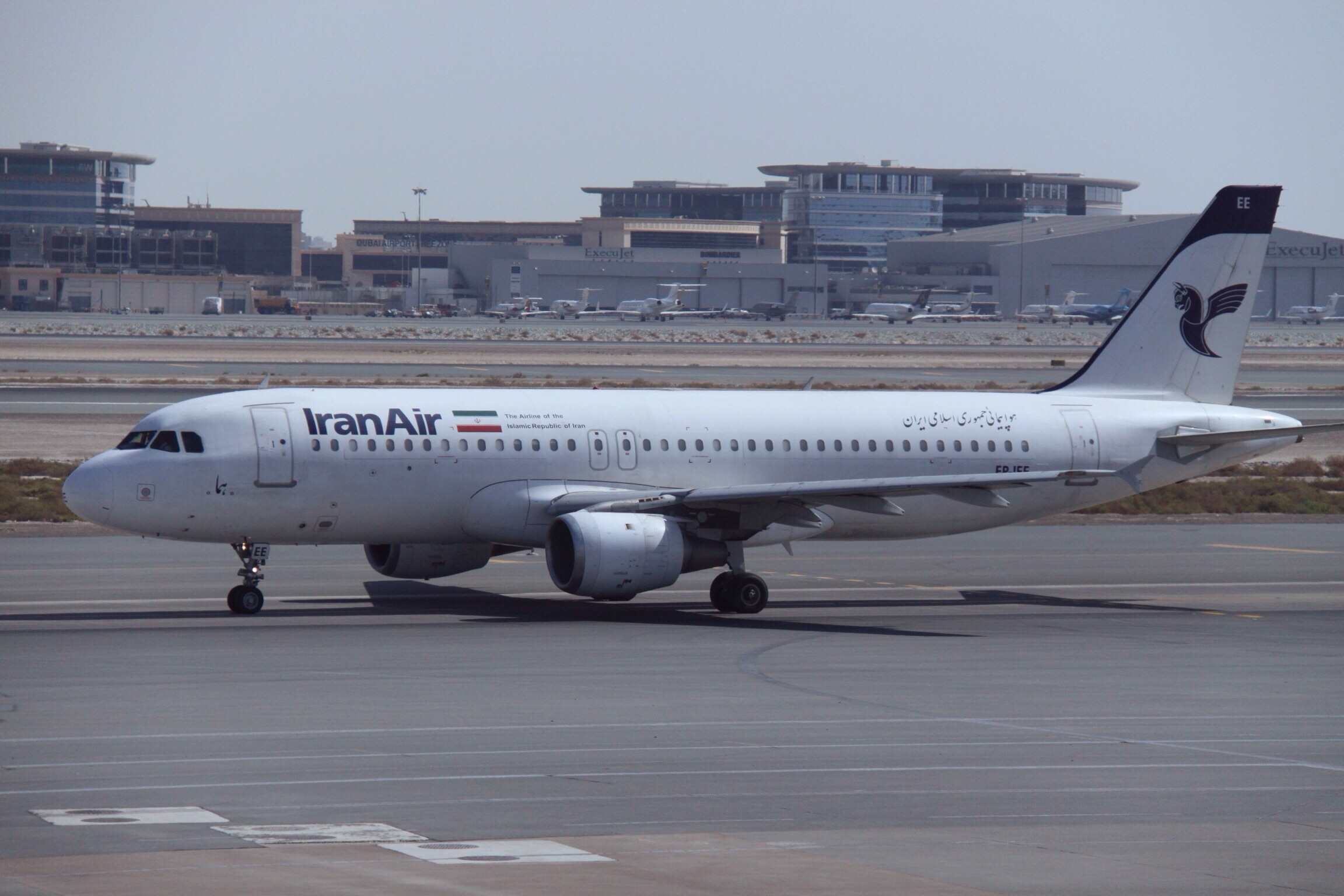
エアバスA320-200
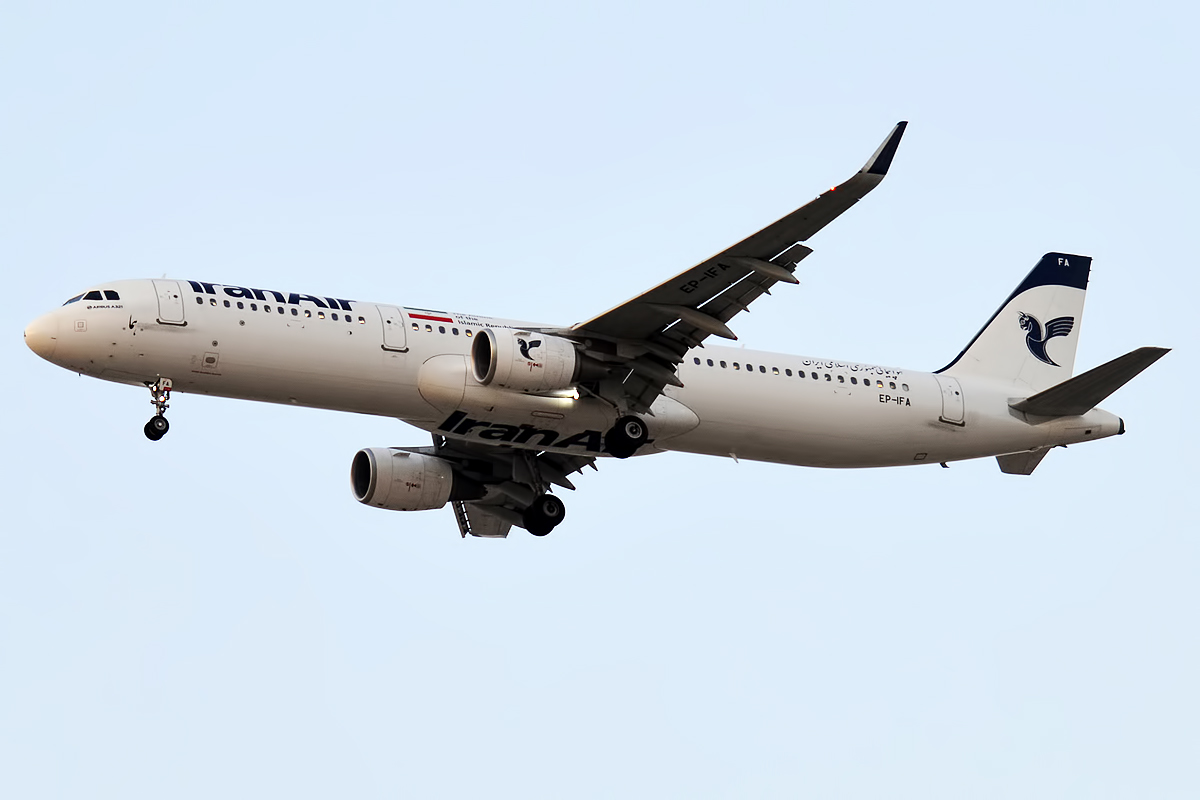
エアバスA321-200
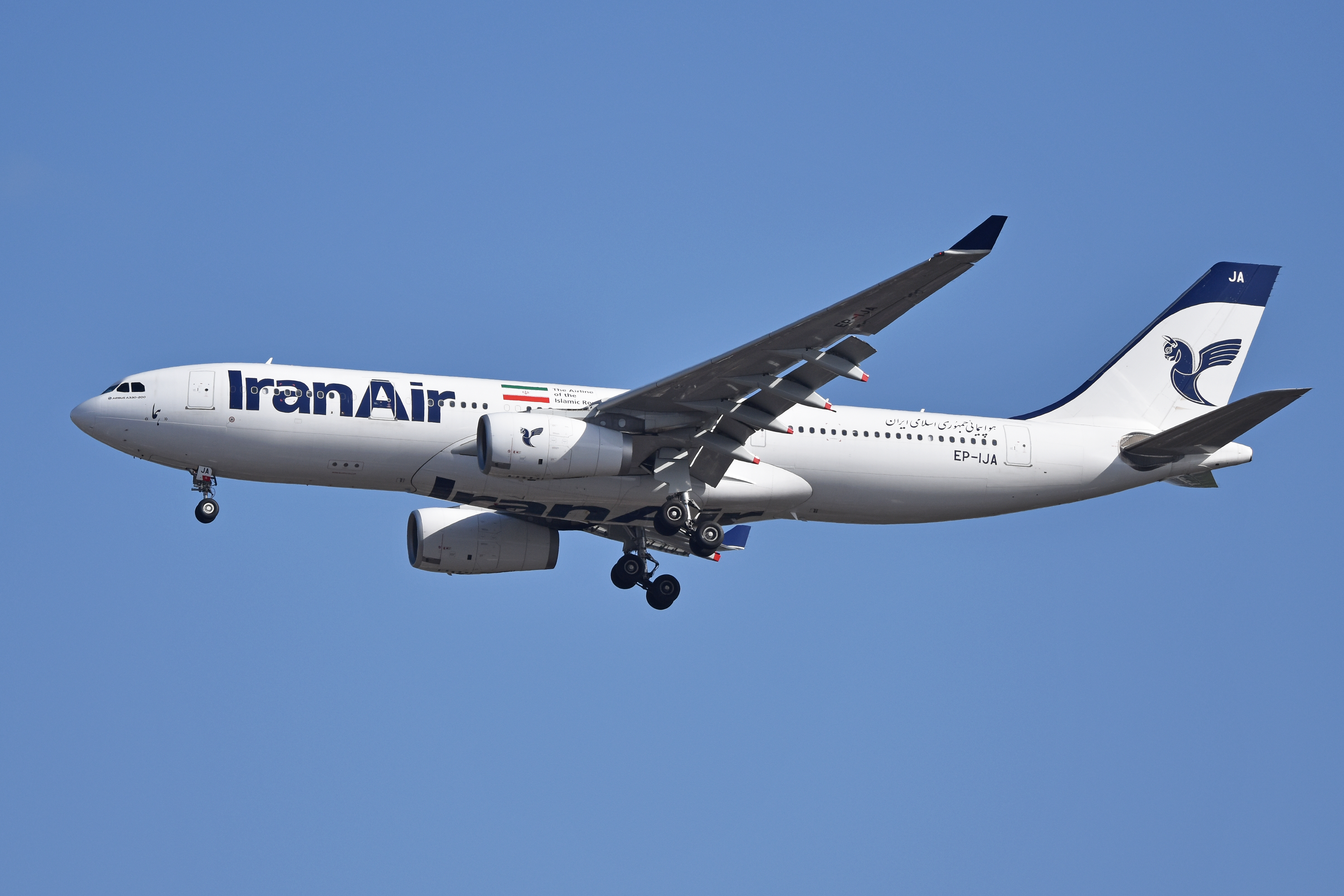
エアバスA330-200
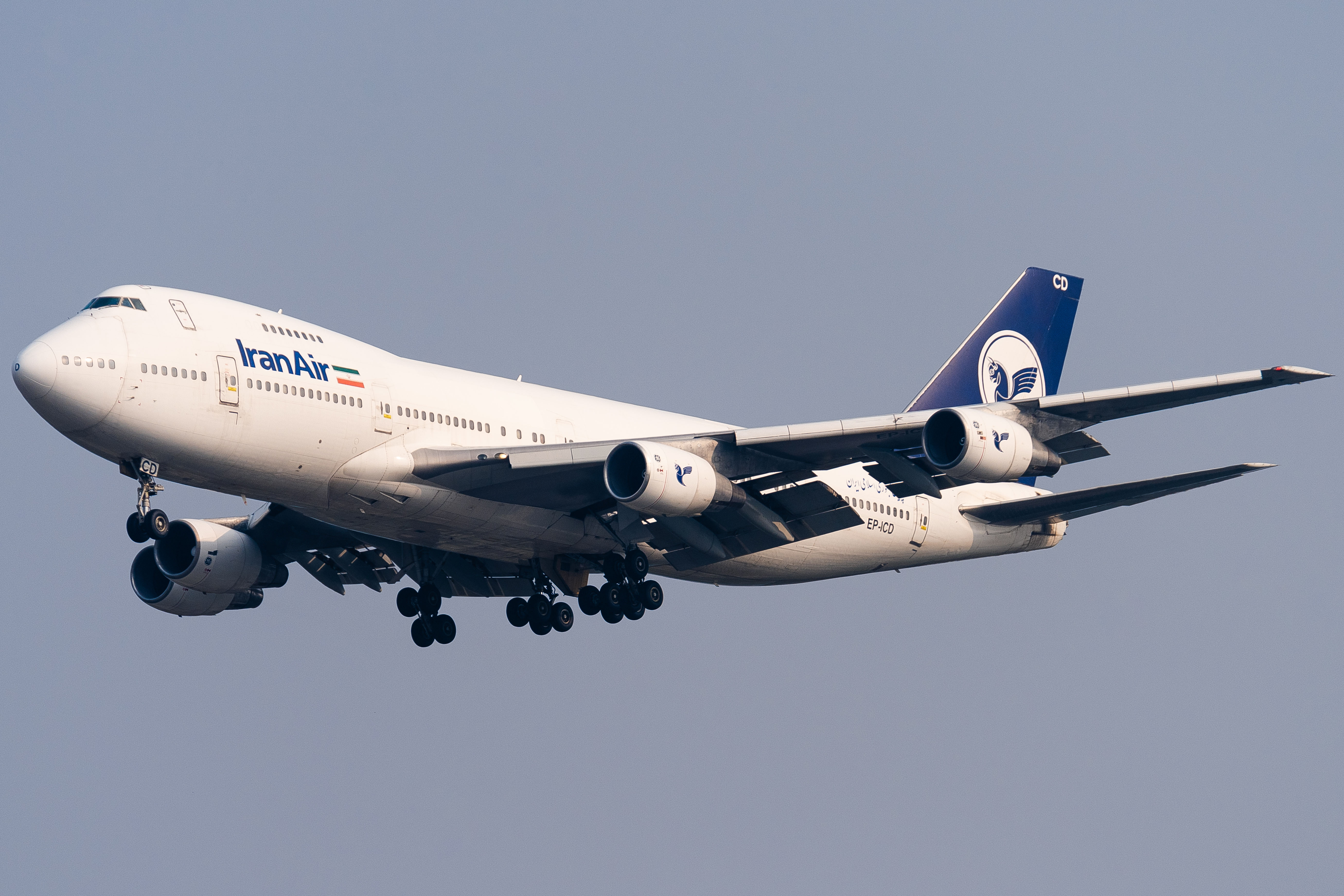
ボーイング747-200C
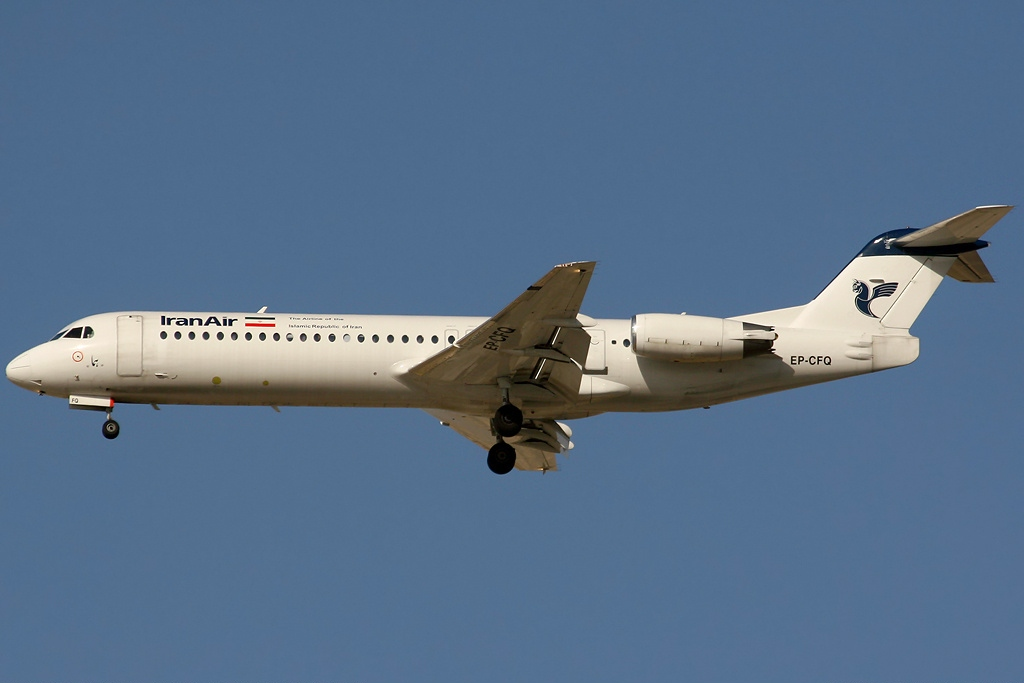
フォッカー 100

| 機種                 | 所有数 | 発注数 | 座席数 | 座席数 | 座席数 | 備考 |  |
| 機種                 | 所有数 | 発注数 | H      | E      | 計     | 備考 |  |
| -------------------- | ------ | ------ | ------ | ------ | ------ | ---- |  |
| エアバスA300B4-200FF | 1      | -      | 18     | 236    | 254    |      |  |
| エアバスA300-600R    | 4      | -      | 22     | 239    | 261    |      |  |
| エアバスA310-300     | 1      | -      | 14     | 198    | 212    |      |  |
| エアバスA319-100     | 2      | -      | 12     | 108    | 120    |      |  |
| エアバスA320-200     | 2      | -      | 12     | 144    | 156    |      |  |
| エアバスA321-200     | 1      | -      | 12     | 182    | 194    |      |  |
| エアバスA330-200     | 4      | -      | 32     | 206    | 238    |      |  |
| エアバスA330-200     | 4      | -      | 18     | 246    | 264    |      |  |
| ATR 72-600           | 13     | -      | -      | 68     | 68     |      |  |
| フォッカー 100       | 3      | -      | -      | 104    | 104    |      |  |
| 貨物用機材           |        |        |        |        |        |      |  |
| ボーイング747-200C   | 1      | -      | 貨物   | 貨物   | 貨物   |      |  |
| 合計                 | 32     | 0      |        |        |        |      |  |

- エアバスA300-600R
- エアバスA320-200
- エアバスA321-200
- エアバスA330-200
- ボーイング747-200C
- フォッカー 100

### 退役機材
- エアバスA300B2-200/B4-200F
- エアバスA310-200
- エアバスA340-200
- アブロ ヨーク
- ビーチクラフト モデル 18
- ボーイング707-300
- ボーイング727-200
- ボーイング737-200
- ボーイング747-100/200M/200F
- ボーイング747-SP
- コンベア240
- デ・ハビランド DH.104 ダブ
- デ・ハビランド DH.89 ドラゴン・ラピード
- ダグラス DC-3
- ダグラス DC-4
- ダグラス DC-6
- ダグラス DC-7
- ダグラス DC-8-55CF
- マクドネル・ダグラス DC-9-32
- マクドネル・ダグラス MD-82
- ロッキード L-749 コンステレーション
- ビッカース バイカウント

## マイレージプログラム
Sky Gift
イラン航空独自のマイレージプログラム。

## 就航都市
イラン航空の就航都市を参照。

## 関連会社

### イランエア・ツアーズ
イランエア・ツアーズは、テヘランを本拠地とするイラン航空傘下の格安航空会社。拠点空港はマシュハド国際空港で、イラン国内線と、近隣諸国向け国際線、欧州向けチャーター便を運航している。

### ホテル・ホマ グループ
イラン航空所属のホテル事業者で、テヘラン、シーラーズ、バンダレ・アッバース、マシュハドの各都市にホテルを所有する。これらホテルは革命前にシェラトンホテルなどの所有だったという経緯を持ち、イランでは高級ホテルとして分類される。

### Persja Tourism Group 有限会社 (ペルシアツアー)
イラン政府公認の旅行会社。観光ビザ申請代行、イラン国内のホテル、列車、国内線航空券などの各種手配を引き受けている
。

## 事故
イラン航空に関係する過去の重大事故は以下の4件である。なお、そのうちの1件は外国の軍隊による撃墜である。
- 1952年12月25日、テヘランでダグラス DC-3型機が墜落、27名が死亡し2名が負傷した。
- 1980年1月21日、テヘラン行きの291便（ボーイング727型機）が、テヘラン郊外の山中に墜落。8名の乗員と120名の乗客の計128名が死亡した。原因は悪天候による視界不良と、航空管制システムの故障による管制ミス。
- 1988年7月3日、バンダレ・アッバース発ドバイ行の655便（エアバスA300型機）が、ペルシャ湾上空を飛行中にアメリカのイージス艦ヴィンセンス（艦長ウィリアム・C・ロジャーズ）によって撃墜され、乗員16名と乗客274名の全員が死亡した。アメリカ側は当初、「当該機がヴィンセンスに向かって降下しながら接近していた」事、また、「民間機であることを示す識別信号を発信していなかった」事などから、撃墜は防衛的処置であったと主張した。しかし後に、655便は通常航路を上昇飛行中であった事、民間機であることを示す識別信号も発信していた事、更に、ミサイル発射時にヴィンセンスがイラン領海を侵犯していたことが明らかとなり、大きな国際問題へと発展した。アメリカ側は公式な謝罪を現在に至るまで表明しておらず、撃墜の真相も完全には明らかになっていない。
- 2011年1月9日、テヘラン発ウルミエ行の277便（ボーイング727型機）が、イラン北西部ウルミエの農村地帯に墜落した。機体は大破し、乗客乗員106人のうち71人が死亡、35人が負傷した。原因は不明だが、現場周辺は吹雪で視界が悪かった。[25][26][27]